# ラ★バンバ
『ラ★バンバ』（La Bamba）は、1987年に公開されたアメリカ合衆国の伝記映画。

## 概要
ルイス・バルデス監督、テイラー・ハックフォード制作。人気絶頂期を迎える直前に航空事故死したリッチー・ヴァレンスの生涯を描く。

## キャスト
- ルー・ダイアモンド・フィリップス：リッチー・ヴァレンス
- イーサイ・モラレス：ボブ・モラレス
- ダニエル・フォン・ゼルネック：ドナ・ルドウイッグ
- ロザンナ・デ・ソート：コニー
- エリザベス・ペーニャ：ロージー・モラレス
- ジョー・パントリアーノ：ボブ・キーン
- マーシャル・クレンショー：バディ・ホリー
- ブライアン・セッツァー：エディ・コクラン

## サウンドトラック
この映画の最大の話題は、音楽監督をカルロス・サンタナがマイルズ・グッドマンと共に務めたこと、そしてヴァレンスと同じメキシコ系アメリカ人バンド、ロス・ロボスが音楽を担当したことである。そもそもヴァレンスが残したマスターテープが全て不完全な状態であったためハックフォードは演奏をすべてロス・ロボスに一任するつもりでいたという。ロス・ロボス自身も以前から「カモン・レッツ・ゴー」などのカバーを演奏しており、結果的にはこれ以上ないほどマッチングした音楽が生まれることになった。映画でのヴァレンスの演奏シーンについてはほぼロス・ロボスの演奏が使用されている。
この映画のサウンドトラック盤でも12曲中8曲をロス・ロボスが手掛けている。また前述のとおりブライアン・セッツァーが歌うエディ・コクランの「サマータイム・ブルース」やマーシャル・クレンショーが歌うバディ・ホリーの「クライン・ウェイティン・ホーピン」、Kliqueのヴォーカルハワード・ハンツベリーが歌うジャッキー・ウィルソンの「ロンリー・ティアドロップス」、また大御所ボー・ディドレーが自ら歌う「フー・ドゥ・ユー・ラヴ」も収録されるなど話題を集めた。
アルバムは1987年6月30日リリース（日本では同年7月25日にポリドール（現・ユニバーサルミュージック）からリリース）され、同年9月12日から3週連続で見事ビルボード誌アルバムチャートの1位を獲得、またシングルカットされた主題歌「ラ・バンバ」も同年8月29日から3週連続でビルボード誌シングルチャートの1位に輝いた。
| #  | 曲名                             | 歌唱・演奏               | 曲長 |
| -- | -------------------------------- | ------------------------ | ---- |
| 1  | ラ・バンバ                       | ロス・ロボス             | 2:54 |
| 2  | カモン、レッツ・ゴー             | ロス・ロボス             | 2:00 |
| 3  | オー・マイ・ヘッド               | ロス・ロボス             | 1:44 |
| 4  | ウィ・ビロング・トゥゲザー       | ロス・ロボス             | 2:00 |
| 5  | フレイムド                       | ロス・ロボス             | 2:34 |
| 6  | ドナ                             | ロス・ロボス             | 2:21 |
| 7  | ロンリー・ティアドロップス       | ハワード・ハンツベリー   | 3:29 |
| 8  | クライン・ウェイティン・ホーピン | マーシャル・クレンショー | 2:22 |
| 9  | サマータイム・ブルース           | ブライアン・セッツァー   | 2:42 |
| 10 | フー・ドゥ・ユー・ラヴ           | ボー・ディドレー         | 3:02 |
| 11 | シャリーナ                       | ロス・ロボス             | 2:46 |
| 12 | グッドナイト・マイ・ラヴ         | ロス・ロボス             | 3:14 |